# Troszczyn
Troszczyn (prononciation : [ˈtrɔʂt͡ʂɨn]) est un village polonais de la gmina d'Opalenica dans le powiat de Nowy Tomyśl de la voïvodie de Grande-Pologne dans le centre-ouest de la Pologne.
Il se situe à environ 4 kilomètres au sud-est d'Opalenica (siège de la gmina), à 21 kilomètres à l'est de Nowy Tomyśl (siège du powiat) et à 36 kilomètres à l'ouest de Poznań (capitale régionale).

## Histoire
De 1975 à 1998, le village faisait partie du territoire de la voïvodie de Poznań.

Depuis 1999, Troszczyn est situé dans la voïvodie de Grande-Pologne.